# Héctor Malamud
Héctor Malamud  (Buenos Aires, 9 de agosto de 1943 - ibídem, 17 de diciembre de 2008) fue un actor de teatro, cine, televisión y director de teatro argentino.

## Trayectoria
Comenzó a los 9 años en la Compañía Juancho de Teatro Infantil y de adulto se formó, entre otros, con Oscar Fessler en el Instituto de Teatro de la Universidad de Buenos Aires.
Intervino en diferentes obras, pero su consagración llegó en 1973, con El gran soñador, dirigido por Lía Jelín, con música de Mario Litwin, una cabalgata mudo-musical recopilación y homenaje a Charles Chaplin donde encarnaba a Chaplin con la actriz Leonor Galindo en todos los personajes femeninos y "El Pibe". Obtuvieron el premio otorgado por el Fondo de las artes "Mejor Espectáculo del Año" en 1973. El show y la tensa situación política argentina motivaron la emigración de ambos a Europa donde se presentaron con gran éxito en España, Alemania y Francia (Festival de Aviñón "off" con el título Le grand rêveur).
Héctor Malamud se estableció en París y entró en contacto con los directores Jorge Lavelli, Víctor García, Alfredo Arias, Benito Gutmacher, Carlos Trafic y Jérôme Savary. Allí concibió People Love Me, con dirección de Benito Gutmacher, obra también presentada en el Festival de Aviñón "in" y estrenada posteriormente en Buenos Aires con el título La gente me ama.
Durante sus quince años en Europa, actuó o dirigió en espectáculos como: Ding-dong clown, Ulyses, La véritable histoire d'Isaac Gagman, People love me, One God Show, E' pericoloso sporgiersi, Hotel Babel, además de los realizados con Carlos Trafic y Benito Gutmacher: Los 3 Reyes Magos (que presentó en el Festival de Teatro de Nancy), Provocación a Shakespeare, Murders Brothers, Don Quixote electrónico. 
También realizó giras por: Francia, Italia, Inglaterra, Holanda, Alemania, España, Bélgica, Suiza, Austria, Suecia, Dinamarca, Canadá; y participó en diversos festivales: Festivals of Fools, Ámsterdam; International London Mime Festival; Freiburger Theater Festival; Mime Comique, París; Rassegna Internazionale de Teatro Cómico, Florencia; Semana Internacional del Mimo, Barcelona; Il Corpo Cómico, Milán; Festival der Clowns, Viena; Toronto Theatre Festival.
Regresó en 1989 a Buenos Aires donde estrenó Tango Clips y en 1992 Una visita inoportuna, la obra póstuma de Copi en el Teatro General San Martín con Jorge Mayor.
Se recuerdan sus actuaciones teatrales en Buenos Aires: Historia tendenciosa de la clase media argentina de Ricardo Monti; Ubú Rey; Juan Moreira Supershow, junto a Cecilia Rosetto; Balurdos de medianoche; Luces de bohemia de Valle-Inclán; La gente me ama y otras.
En 1990 fue galardonado con el Premio Cóndor de Plata y en el año 2008 con el "Premio Podestá".

### Público juvenil
Durante su trayectoria artística, entre las décadas de los '90 y de los años 2000, Malamud incursionó en distintas tiras orientadas al público infantojuvenil. Por tal motivo, su labor actoral tuvo gran recibimiento por parte de la juventud de aquellas épocas, siendo populares sus roles como maestro tiránico, o bien como padre de familia. Dos de esas tiras que contaron con la presencia de Malamud fueron Amigovios, de El Trece, y Rebelde Way, del ex-Azul Televisión. En la primera tira, encarnó al Profesor Alcides Salomone, un docente de carácter demasiado recto que termina ocupando la dirección de la escuela, pero que a pesar de su mal carácter, esconde un corazón bondadoso. Mientras que en la segunda tira, encarnó a Cosme Lassen, el padre de Guido (Diego Mesaglio), quién debe soportar el comportamiento de su hijo, quién (para sentirse aceptado por sus compañeros relacionados con la alta sociedad) busca esconderlo de por sentirse "avergonzado" de su trabajo como dueño de una carnicería.

## Filmografía
- Roma (2004).... Kaminsky
- India pravile (2003)
- Mujeres en rojo en Eva (cortometraje) (2003)
- Imagining Argentina (2003).... Puestero
- Assassination Tango (2002).... Empleado de hotel
- Un tipo corriente (2002).... Papá de Samy
- La fuga (2001).... Sastre
- 90-60-90 (2001)  (Colombia)
- Qué absurdo es haber crecido (2000).... Ejecutivo francés
- Familia Fortone (cortometraje) (1999)
- Evita (1996) (sin acreditar)
- Veredicto final (1996)
- La revelación (1996)
- Carlos Monzón, el segundo juicio (1996).... Rafael Báez, el cartonero
- Al cielo, no (cortometraje) (1996)
- Cambalache (cortometraje) (1996)
- Caballos salvajes (1995).... Mozo
- Facundo, la sombra del tigre (1995)
- Un muro de silencio  (1993)
- Siempre es difícil volver a casa (1992).... Cura
- Extermineitors III, la gran pelea final (1991)
- Los inmortales II: El desafío (1991).... Jefe psíquico
- Los espíritus patrióticos (1989)
- Pulpe amère (cortometraje) (1987)
- Les clowns de Dieu (1986).... Un hermano Lumière
- Tangos, el exilio de Gardel (1985)
- Los locos defensores de la ley (1984).... Manuel
- Signes extérieurs de richesse (1983)
- Secuestro y muerte de Mr. Dupont (1974)
- Disputas en la cama (1972)
- Alianza para el progreso (1971)
- Bajo un mismo rostro (1962).... Extra

## Televisión
- Mujeres asesinas (2008) López (Episodio: Marcela, lastimada)
- Socias (2008) Participación especial
- Casados con hijos (2005) Participación especial
- Quinto mandamiento (2004)
- Locas de amor (2004) ... Oscar Vázquez (1 episodio, 2003)
- Mujeres en rojo: Eva (2003).... Capataz
- Resistiré.... Franchini (1 episodio, 2003)
- Rebelde Way.... Cosme Lassen (temporada 2002 y 2003)
- Los simuladores (2003) Serie (Temporada 2 Capítulo 7 "La brigada B")
- Un aplauso para el asador (2002) Serie
- Los buscas de siempre (2000) Serie
- Verano eterno.... Inspector Páez (1 episodio, 2000)
- Libre-mente (1999) Serie
- Salvajes (1999) Serie
- Desesperadas por el aire (1998) Serie
- Como vos & yo (1998) Serie
- Casa natal (1998) Serie
- Alas, poder y pasión (1998) Serie (sin acreditar).... Rafaelli
- Naranja y media (1997) Serie
- Lo dijo Papá (1997) Serie
- 90-60-90 modelos (1996) Serie
- Como pan caliente (1996) Serie
- La estación de Landriscina (1995) Serie
- Amigovios (1995) Serie.... Salomone
- La hermana mayor (1995) Serie
- Nueve lunas (1995) Serie
- ¡Hola Papi!  (1995) Serie
- Con alma de tango (1994) Serie
- Cara bonita (1994) Serie
- Montaña Rusa (1994) Serie
- Buena pata (1994) Serie
- Un muro de silencio (1993)
- Gerente de familia (1993) Serie
- Zona de riesgo (1993) Serie
- Good Show (1993) Serie
- Ta Te Show (1992) Serie
- La bonita pagina (1989)
- La extraña pasajera (1988)
- Dernier banco (1984)
- Der groβe träumer (1978) Versión alemana de El gran soñador para la telévision alemana (NDR)

## Premios
- Premio Cóndor de Plata al mejor actor (1990)
- Premio Pablo Podestá, 2008 a la trayectoria honorable